# Anders Södergren
Anders Södergren (* 17. Mai 1977 in Söderhamn, Gävleborgs län) ist ein ehemaliger schwedischer Skilangläufer.

## Werdegang
Anders Södergren ist verheiratet, lebt in Östersund und startete für Hudiksvalls IF. Er war von 1997 bis 2016 auf internationaler Ebene aktiv. Zunächst trat er vor allem in unterklassigen Rennen wie FIS- und Continental-Cup-Rennen an. Sein Weltcup-Debüt gab er im März 1999 bei einem 30-Kilometer-Rennen (56.) in Falun. Seine ersten Weltcuppunkte sammelte er als 25. in einem Sprintrennen in Garmisch-Partenkirchen im Dezember des Jahres. 2001 startete er in Lahti bei seinen ersten Nordischen Skiweltmeisterschaften. Sowohl im Rennen über 30 wie auch über 50 Kilometer belegte er 15. Plätze. Die Olympischen Winterspiele 2002 verpasste er wegen Lungenproblemen. Zum Ende der Saison 2001/02 wurde Södergren mit der schwedischen Staffel in Falun Zweiter und beim anschließenden Saisonfinale über 50 Kilometer Vierter. Es waren seine ersten Top-Ten-Ergebnisse im Weltcup. Bei den schwedischen Meisterschaften 2002 gewann er über 15 km und über 50 km. Im Dezember 2002 wurde er in der Verfolgung in der Ramsau Zweiter. Bei den nationalen Meisterschaften zu Beginn des Jahres 2003 in Idre und Haninge wurde er hinter Per Elofsson Vizemeister über 15 Kilometer, Dritter in der Doppelverfolgung und Vierter im 10-Kilometer-Rennen. Noch besser lief es bei den Nordischen Skiweltmeisterschaften 2003 im Val di Fiemme. Hinter Martin Koukal wurde er Vizeweltmeister im Rennen über 50 Kilometer und Dritter mit der Staffel um Elofsson, Jörgen Brink und Mathias Fredriksson. Nach der WM gewann er bei den schwedischen Meisterschaften über 50 Kilometer in Boden Silber hinter Fredriksson und Gold mit der Staffel. Zum Ende der Saison gewann Södergren mit der Staffel in Falun sein erstes Weltcuprennen und verpasste als Vierter bei den Militärweltmeisterschaften nur knapp eine Medaille im 15-Kilometer-Rennen.
Nach mehreren guten Platzierungen im Weltcup in der Saison 2003/04 gewann Södergren in Nässjö mit den Titeln über 10, 15, 30 und 50 Kilometer, sowie auf der Doppelverfolgung und mit der Staffel, sechs schwedische Meistertitel in einer Saison. In der Folgesaison gewann er die Verfolgung, das 15-, das 50-Kilometer-Rennen und mit der Staffel, sowie Silber über 30 km. Bei den Nordischen Skiweltmeisterschaften 2005 von Oberstdorf schaffte Södergren in vier Rennen drei Platzierungen unter den besten Zehn, er wurde Fünfter in der Verfolgung, Siebter mit der Staffel und Neunter im Rennen über 50 km. In dieser und den beiden vorherigen Saisons konnte er seine Leistungen im Weltcup auf hohem Niveau stabilisieren. Nachdem er in der Saison 2003/04 schon Zehnter in der Gesamtweltcupwertung war, belegte er 2005/06 sogar den achten Rang. Höhepunkt der Saison waren jedoch die Olympischen Winterspiele 2006. In allen vier Rennen konnte er unter die Top Ten laufen. Mit der Staffel gewann er aufgrund seiner herausragenden Leistung mit Fredriksson, Johan Olsson und Mats Larsson die Bronzemedaille, in der Verfolgung belegte er den fünften, über 50 km den sechsten und über 15 km den zehnten Rang. Bei den schwedischen Meisterschaften 2006 siegte er mit der Staffel. Im ersten Weltcup nach den Spielen konnte er über 50 km in Oslo erstmals einen Weltcup gewinnen. Auf dieser Strecke gewann er zum Ende der Saison auch den Titel des schwedischen Meisters, wie auch über 15 km, mit der Staffel und im Teamsprint zusammen mit Thobias Fredriksson. In der Verfolgung wurde Södergren Vizemeister. Zum Höhepunkt der Saison 2006/07, den Nordischen Skiweltmeisterschaften 2007 in Sapporo gewann er, wie bei den Olympischen Spielen, die Bronzemedaille mit der Staffel. In der Verfolgung wurde Södergren Achter, über 15 km Zehnter. Nach dritten Plätzen zu Beginn der Saison 2007/08 über 15 km Freistil in Beitostölen und mit der Staffel in Davos erreichte er den 16. Platz bei der Tour de Ski 2007/08. Es folgten Top-Zehn-Platzierungen, darunter ein dritter Platz im 30-km-Skiathlon in Falun und ein Sieg über 50 km Freistil in Oslo. Die Saison beendete er auf dem siebten Platz im Gesamtweltcup und auf dem fünften Rang im Distanzweltcup. Bei den schwedischen Meisterschaften 2008 siegte er über 50 km und mit der Staffel.
Kurz vor dem Saisonstart des Skilanglauf-Weltcups 2008/09 musste Södergren einen schweren Rückschlag hinnehmen. Bei einer medizinischen Untersuchung wurde ein Geschwulst am rechten Hoden festgestellt. Er entschied sich, den betroffenen Hoden sicherheitshalber sofort entfernen zu lassen. Anfang Dezember 2008 konnte Södergren jedoch in den Weltcup zurückkehren, da es sich bei dem Tumor um eine gutartige Veränderung gehandelt hatte. Trotz dieses Handicaps wurde er bei den Nordischen Skiweltmeisterschaften 2009 in Liberec Vizeweltmeister in der Verfolgung. Im Weltcup gewann er über 15 km klassisch in Valdidentro. Bei den schwedischen Meisterschaften 2009 wurde er über 15 km und im Skiathlon schwedischer Meister. Nach einem schwachen 64. Platz zu Beginn der Saison 2009/10 über 15 km in Kuusamo, errang er bei den folgenden Weltcups über 15 km die Plätze 22 und 12. Beim Saisonhöhepunkt den Olympischen Winterspielen 2010 in Vancouver gewann Södergren gemeinsam mit Daniel Rickardsson, Marcus Hellner und Johan Olsson die Goldmedaille im Staffelwettbewerb über 4 × 10 km. Zudem belegte er den 25. Platz über 15 km Freistil, den zehnten Rang im Skiathlon und den neunten Platz im 50-km-Massenstartrennen. Zum Saisonende wurde er schwedischer Meister über 50 km und beim Weltcupfinale in Falun Sechster. Zu Beginn der Saison 2010/11 errang er bei der Nordic Opening in Kuusamo den 20. Platz. Beim Weltcup in La Clusaz erreichte er mit dem sechsten Platz im 30-km-Massenstartrennen sein bestes Einzelresultat der Saison. Bei den Nordischen Skiweltmeisterschaften 2011 in Oslo holte er die Silbermedaille mit der Staffel. Im Einzel belegte er den 22. Platz über 15 km klassisch, den 20. Rang im Skiathlon und den 14. Platz im 50-km-Massenstartrennen. Beim Weltcupfinale in Falun kam er auf den 23. Platz. In der folgenden Saison errang er den 57. Platz bei der Nordic Opening in Kuusamo. Beim Weltcup in Nové Město wurde er Dritter mit der Staffel und erreichte mit dem 13. Platz im 30-km-Massenstartrennen sein bestes Weltcupsaisonergebnis im Einzel. Bei vier Einzelteilnahmen im Weltcup in der Saison 2012/13 kam er nur in Oslo mit dem 11. Platz im 50-km-Massenstartrennen in die Punkteränge. Die Nordic Opening in Kuusamo beendete er auf dem 37. Platz. Bei den Nordischen Skiweltmeisterschaften 2013 im Fleimstal belegte er den 19. Platz im Skiathlon und den 15. Rang im 50-km-Massenstartrennen. Bei den schwedischen Meisterschaften siegte er über 50 km und mit der Staffel. Im folgenden Jahr kam er bei den Olympischen Winterspielen 2014 in Sotschi auf den 13. Platz im Skiathlon und den siebten Rang im 50-km-Massenstartrennen. Die Nordic Opening zu Beginn der Saison 2014/15 in Lillehammer beendete er auf dem 65. Platz. Bei den Nordischen Skiweltmeisterschaften 2015 in Falun errang er den 15. Platz im 50-km-Massenstartrennen.
Ab der Saison 2014/15 ist Södergren nicht mehr bei Großereignissen oder im Skilanglaufweltcup angetreten. Es erfolgten jedoch noch vereinzelt Starts bei Skimarathonrennen sowie FIS-Rennen und bei den schwedischen Meisterschaften. Im Januar 2016 wurde er schwedischer Meister mit der Staffel.

## Siege bei Weltcuprennen

### Weltcupsiege im Einzel
| Nr. | Datum            | Ort         | Disziplin       |
| --- | ---------------- | ----------- | --------------- |
| 1.  | 11. März 2006    | Oslo        | 50 km Freistil  |
| 2.  | 8. März 2008     | Oslo        | 50 km Freistil  |
| 3.  | 14. Februar 2009 | Valdidentro | 15 km klassisch |

### Weltcupsiege im Team
| Nr. | Datum         | Ort   | Disziplin           |
| --- | ------------- | ----- | ------------------- |
| 1.  | 23. März 2003 | Falun | 4 × 10 km Staffel 1 |

## Teilnahmen an Weltmeisterschaften und Olympischen Winterspielen

### Olympische Spiele
- 2006 Turin: 3. Platz Staffel, 5. Platz 30 km Skiathlon, 6. Platz 50 km Freistil Massenstart, 10. Platz 15 km klassisch
- 2010 Vancouver: 1. Platz Staffel, 9. Platz 50 km klassisch Massenstart, 10. Platz 30 km Skiathlon, 25. Platz 15 km Freistil
- 2014 Sotschi: 7. Platz 50 km Freistil Massenstart, 13. Platz 30 km Skiathlon

### Nordische Skiweltmeisterschaften
- 2001 Lahti: 15. Platz 50 km Freistil, 15. Platz 30 km klassisch
- 2003 Val di Fiemme: 2. Platz 50 km Freistil, 3. Platz Staffel, 11. Platz 30 km klassisch Massenstart, 15. Platz 20 km Skiathlon
- 2005 Oberstdorf: 5. Platz 30 km Skiathlon, 7. Platz Staffel, 9. Platz 50 km klassisch Massenstart, 15. Platz 15 km Freistil
- 2007 Sapporo: 3. Platz Staffel, 8. Platz 30 km Skiathlon, 10. Platz 15 km Freistil, 14. Platz 50 km klassisch Massenstart
- 2009 Liberec: 2. Platz 30 km Skiathlon, 18. Platz 15 km klassisch
- 2011 Oslo: 2. Platz Staffel, 14. Platz 50 km Freistil Massenstart, 20. Platz 30 km Skiathlon, 22. Platz 15 km klassisch
- 2013 Val di Fiemme: 15. Platz 50 km klassisch Massenstart, 19. Platz 30 km Skiathlon
- 2015 Falun: 15. Platz 50 km klassisch Massenstart

## Platzierungen im Weltcup

### Weltcup-Statistik
Die Tabelle zeigt die erreichten Platzierungen im Einzelnen.
- 1.–3. Platz: Anzahl der Podiumsplatzierungen
- Top 10: Anzahl der Platzierungen unter den ersten zehn
- Punkteränge: Anzahl der Platzierungen innerhalb der Punkteränge
- Starts: Anzahl gelaufener Rennen in der jeweiligen Disziplin
- Hinweis: Bei den Distanzrennen erfolgt die Einordnung gemäß FIS.

| Platzierung         | Distanzrennen a | Distanzrennen a | Distanzrennen a | Distanzrennen a | Distanzrennen a | Skiathlon Verfolgung | Sprint | Etappen- rennen b | Gesamt | Team c | Team c  |
| Platzierung         | ≤ 5 km          | ≤ 10 km         | ≤ 15 km         | ≤ 30 km         | > 30 km         | Skiathlon Verfolgung | Sprint | Etappen- rennen b | Gesamt | Sprint | Staffel |
| ------------------- | --------------- | --------------- | --------------- | --------------- | --------------- | -------------------- | ------ | ----------------- | ------ | ------ | ------- |
| 1. Platz            |                 |                 | 1               |                 | 2               |                      |        |                   | 3      |        | 1       |
| 2. Platz            |                 |                 |                 | 1               |                 | 3                    |        |                   | 4      |        | 2       |
| 3. Platz            |                 |                 | 4               |                 |                 | 3                    |        |                   | 7      |        | 3       |
| Top 10              | 2               | 1               | 15              | 6               | 5               | 15                   |        | 1                 | 45     |        | 16      |
| Punkteränge         | 6               | 6               | 41              | 13              | 11              | 28                   | 2      | 5                 | 112    |        | 18      |
| Starts              | 7               | 14              | 60              | 16              | 12              | 35                   | 20     | 8                 | 172    |        | 18      |
| Stand: Karriereende |                 |                 |                 |                 |                 |                      |        |                   |        |        |         |

### Weltcup-Gesamtplatzierungen
| Saison    | Gesamt | Gesamt | Distanz | Distanz | Sprint | Sprint |
| Saison    | Punkte | Platz  | Punkte  | Platz   | Punkte | Platz  |
| --------- | ------ | ------ | ------- | ------- | ------ | ------ |
| 1999/2000 | 12     | 97.    | 6       | 66.     | 6      | 71.    |
| 2000/01   | 5      | 125.   | -       | -       | -      | -      |
| 2001/02   | 120    | 43.    | -       | -       | -      | -      |
| 2002/03   | 286    | 16.    | -       | -       | -      | -      |
| 2003/04   | 434    | 10.    | 434     | 8.      | -      | -      |
| 2004/05   | 218    | 24.    | 218     | 13.     | -      | -      |
| 2005/06   | 392    | 8.     | 392     | 3.      | -      | -      |
| 2006/07   | 298    | 15.    | 238     | 8.      | -      | -      |
| 2007/08   | 551    | 7.     | 435     | 5.      | 56     | 42.    |
| 2008/09   | 198    | 37.    | 198     | 22.     | -      | -      |
| 2009/10   | 234    | 32.    | 154     | 26.     | -      | -      |
| 2010/11   | 193    | 39.    | 155     | 26.     | -      | -      |
| 2011/12   | 150    | 54.    | 150     | 32.     | -      | -      |
| 2012/13   | 49     | 81.    | 49      | 52.     | -      | -      |
| 2013/14   | 24     | 120.   | 24      | 73.     | -      | -      |
| 2014/15   | 18     | 118.   | 18      | 69.     | -      | -      |